# Fitojedinjenja
Fitojedinjenja su organska jedinjenja u koja se ubrajaju terpenoidi, karotenoidi i ksantofili, zatim jedinjenja koja sadrže sumpor, kao što su izotiocijanati i sulforafan, i velika grupa fenola.  Istraživanjima se želi doći do razumevanje složenosti ishrane, procesa bioraspoloživosti i metabolizam fitohemijskih supstanci, radi utvrđivanje bioaktivnosti fitohemijskih supstanci, prepoznavanje metaboličkog fenotipa za različite grupe populacije i uticaj modulacije ishrane i razvoj anti-upalnih terapija.

## Vrste
Nutrijenti, kao što su šećeri, masti i proteini, su prepoznati da igraju važnu ulogu u očuvanju čovekovog zdravlja. Korisna uloga ne-nutrijenta, vitamina, minerala i dijetnih vlakana je donekle razjašnjena. Za druge ne-nutrijente kao što je velika grupa  organska jedinjenja  je tek nedavno utvrđeno da poseduju pozitivne efekte na zdravlje.
Veliki grupu fitojedinjenja koju čini oko 2,7 miliona vrsta fenolnih jedinjenja identifikovanih u svakodnevnoj hrani spadaju:
- fenilpropanoide,
- flavonoide,
- antrahinone i
- lignane.

Za fitojedinjenja prisutna u hrani i njihova bioaktivnost data u donjoj tabeli istraživanjima su utvrđenr pozitivne zdravstvene osobine koje imaju žitarice, voće, povrće, mahunarke i lekovito bilje:
| Fitojedinjenja | Hrana                                                     | Bioaktivnost |
| -------------- | --------------------------------------------------------- | --- |
| Flavonoidi     |                                                           | |
| Flavoni        | Celer, peršun                                             | Antioksidativna, antiproliferativna, antikarcinogena, antihipertenzivna, antitrombotička, blokiranje ćelijskog ciklusa, indukcija faze-2 enzima |
| Flavanoni      | Citrusi                                                   | Inhibicija faze-1 enzima, inhibicija oksidacije LDL, poboljšanje vaskularnog tona                                                               |
| Flavonoli      | Luk, čaj, boranija, paradajz                              | |
| Flavan-3-oli   | Čaj, kakao, jabuke, bobičasto voće pojedine vrste pasulja | |
| Antocijanidini | Borovnice, crna ribizla, jagode                           | |
| Izoflavoni     | Soja Fenolne kiseline Kafa, mekinje žitarica, voće        | Anti-inflamatorna |
| Lignani        | Laneno seme, voće i povrće                                | Estrogenska |
| Stilbeni       | Grožđe, kikiriki                                          | Antioksidativna, prokardio, produžetak životnog veka                                                                                            |
| Fitosteroli    | Pšenica                                                   | Sniženje holesterola |
| Karotenoidi    | Paradajz, šargarepa, paprika                              | Antioksidativna, Antiinflamatorna, Antikancerogena                                                                                              |

## Funkcija
Funkcije fitojedinjenja su:
Antioksidativni potencijal - koji predstavlja sposobnost eliminacije reaktivnih vrsta kiseonika (RVK), što rezultujeu prevencijom degenerativnih bolesti.
Modulacija funkcija proteina
Većina dijetetskih fitojedinjenja je konjugovana, a razgrađuju se intestinalnim apsorpcionim procesima u digestivnom sistemu.

## Spoljašnje veze
|  | Molimo Vas, obratite pažnju na važno upozorenje u vezi sa temama iz oblasti medicine (zdravlja). |